# Theridion grallator
Theridion grallator ist eine Spinnenart aus der Gattung Theridion, die ausschließlich auf Hawaii vorkommt. Die Unterseite ist hellgelb und etwas durchsichtig. Je nach aufgenommener Nahrung kann diese eine rote, schwarze und weiße Färbung aufweisen. Das Muster weist Ähnlichkeiten mit einem lachenden Gesicht auf. Daher lautet der englische Trivialname auch „happy face spider“. Dieser Polymorphismus könnte der Anwendbarkeit von Beuteschemen ihrer Jäger entgegenwirken.
Die Weibchen leben als Einzelgänger unter Blättern in Wäldern. Sie verteidigen ihren Eiballen aggressiv und betreuen die Brut noch eine Weile nach dem Schlüpfen. Dabei kann es vorkommen, dass einige Jungtiere der Brut von Ziehmüttern aufgenommen werden.